# موت مختلف (رواية)
موت مختلف هي رواية للروائي والأديب المغربي محمد برادة. صدرت سنة 2016 عن دار الفنك للنشر، فازت بجائزة كتارا صنف الروايات المنشورة سنة 2017. و تتشكل هذه الرواية من ثلاثة فصول:
الفصل الأول: زيارة مسقط الرأس.
الفصل الثاني:في بلاد الأنوار.
و تمتد أحداثها على 210 صفحات.

## ملخص الرواية
تدور أحداث الرواية حول شاب يدعى منير،الذي هاجر مسقط رأسه دبدو في الجهة الشرقية للمغرب، متجها نحو فرنسا. كان منير هذا منشغلا بالنضال السياسي فضلا عن عمله أستاذا للفلسفة في إحدى ضواحي باريس. هناك سيرتبط منير ب "كاترين" التي تعمل محامية، فرزقا سنة 1982 بطفل سمياه "بدر". يعود بطل الرواية إلى مسقط رأسه فيؤسفه ما تعيشه من فقر وتهميش وبؤس. هذا الوضع المزري، دفع بطل الرواية إلى المقارنة بين ما تعيشه بلدته دبدو من مأساة وما تنعم به المنطقة التي يقيم فيها بباريس. تتناول الرواية كذلك في فصلها الثاني الثورة الفرنسية 1789، وثورة الطلاب 1968 التي شارك فيها منير. والرواية في جزء منها نقد وتأريخ للحركة الاشتراكية الفرنسية التي ناضل منير من داخلها.

## شخصيات الرواية
- منير:البطل المحوري، أستاذ فلسفة مغربي هاجر إلى فرنسا. يعيش صراعًا داخليًا بين جذوره المغربية وانخراطه في الحياة السياسية الفرنسية. يمثل نموذج المثقف الذي يبحث عن معنى في عالم متغير.
- كاترين:زوجة منير الفرنسية، تعمل محامية. علاقتها بمنير تمر بتحولات عاطفية وفكرية، وتُجسد التباين الثقافي بين الشرق والغرب.
- بدر:ابن منير وكاترين، وُلد سنة 1982. يمثل الجيل الجديد الذي يعيش بين ثقافتين، ويطرح تساؤلات حول الدين، الهوية، والانتماء.
- سعاد: صديقة مقربة لتيمور (في بعض القراءات البديلة للرواية)، تمثل الأمل والتعاطف، وتساعد في إبراز الجانب الإنساني في الرواية.
- والد منير: شخصية تقليدية، يرمز إلى الجذور والتاريخ المحلي، ويحث منير على التمسك بالهوية المغربية.
- لويز: متدربة شابة من جزيرة لارينيون، تدخل في علاقة مع كاترين، مما يفتح بابًا للنقاش حول المثلية الجنسية والتحولات الاجتماعية في فرنسا.

## اقتباسات
"ليس الزمن سوى حاضر مؤلم، محمّل بالذكريات المقتحمة، الطاغية، فلا أستطيع أبدا أن أحذف صورة واحدة من حياتي... وحدها مشاهد قصيرة قضمتها مثل لحظات خاطفة، تسعفني على الانفلات خارج الحاضر، ومن ثم الانتباه الذي أوليه للعالم، واحتفائي باللقاءات العابرة والانطباعات الهاربة."
"الحياة تجري في حاضر مستمر، وهي أشبه بجحيم لا اسم له. تتحرك في حيز من دون امتداد، تبحث عن علاقة أحادية مع الوقت."
"أخشى أن يلازمني الشعور بأن الزمن هو مجرد حاضر. حاضر يتلون، لكنه لا يغيّر الماضي ولا يؤثر في المستقبل."
"كيف نكتب ونحن نستحضر الموت أفقًا لنا، ونتحدث عن حُبوط وفشل ومأساة؟ ألا تستوجب الكتابة افتراض مجال للتصارع والربح قبل الخسارة؟"

"أعرف أن استعادة حياتنا، بأي شكل نختاره، لا تساعدنا على حذف مقطع أو صورة من فيلم الذاكرة المشتبك مع تفاصيل واستيهامات لا ندري من أين تنبثق."

## أسلوب الرواية
تتميز رواية موت مختلف لمحمد برادة بأسلوب سردي تأملي يجمع بين العمق الفلسفي والانسيابية الروائية، حيث يوظف الكاتب تقنيات التذكر والاسترجاع لتفكيك مفاهيم الهوية والاغتراب والموت، من خلال شخصية منير التي تعيش صراعًا داخليًا بين الماضي المغربي والحاضر الفرنسي. يعتمد برادة على لغة شاعرية مشبعة بالرموز والدلالات، ويستخدم ضمير المتكلم والغائب لتكثيف البعد الذاتي والموضوعي في آنٍ واحد، كما يدمج بين السرد الذاتي والتاريخي والسياسي، مما يمنح الرواية طابعًا موسوعيًا يعكس تشظي الذات في عالم متغير. يتسم الأسلوب بالانفتاح على الخطابات الفلسفية والاجتماعية، ويعكس رؤية الكاتب النقدية للواقع من خلال بنية سردية متعددة الأصوات والمستويات

## الهجرة في الرواية
في رواية موت مختلف، تشكل الهجرة محورًا وجوديًا وفلسفيًا يعكس صراع الذات مع المكان والهوية. فالبطل منير يغادر بلدته دبدو في شرق المغرب إلى فرنسا، حيث يعيش تجربة اغتراب مزدوجة: جسديًا عن الوطن، وداخليًا عن ذاته المتشظية بين ثقافتين. الهجرة هنا ليست مجرد انتقال جغرافي، بل رحلة نحو إعادة تشكيل الهوية في ظل تحولات اجتماعية وسياسية وثقافية عميقة مع تسليط الضوء على الحنين إلى الأصل الاندماج في الآخر والهوية المركبة

## النقد والاستقبال
رواية «موت مختلف» للروائي المغربي محمد برادة لقيت اهتماماً نقدياً واسعاً منذ صدورها، حيث اعتبرها النقاد امتداداً لتجربة الكاتب في مساءلة الذاكرة الفردية والجماعية عبر أشكال سردية حداثية تقوم على التقطيع الزمني وتعدد الأصوات. وقد أشاد عدد من الدراسات بقدرة الرواية على رصد تحولات المجتمع المغربي وتوتراته السياسية والفكرية من خلال حكاية ذات أبعاد إنسانية وجودية، مما منحها بعداً يتجاوز المحلي إلى الكوني. كما رأت بعض القراءات أن الرواية تواصل مشروع برادة في استثمار تقنيات الميتاسرد والتخييل الذاتي من أجل إعادة كتابة السيرة بأسلوب روائي مبتكر، بينما انتقد آخرون كثافة المرجعيات الفكرية والفلسفية التي قد تثقل النص وتحدّ من انسيابه السردي. ورغم ذلك فقد استُقبلت الرواية بشكل إيجابي عموماً، واعتُبرت إضافة نوعية لمسار محمد برادة وللرواية المغربية الحديثة.